# O Universo Elegante
O Universo Elegante: Supercordas, Dimensões Ocultas, e a Busca pela Teoria Final (título original: The Elegant Universe: Superstrings, Hidden Dimensions, and the Quest for the Ultimate Theory) (ISBN 0-375-70811-1) é um livro do físico Brian Greene publicado em 1999 que introduz à teoria das cordas fornecendo uma explicação em linguagem simples e não-técnica dessa teoria, bem como suas inconsistências.
Começando com uma breve consideração da física clássica, que se concentra nos grandes conflitos da física dessa época, Greene estabelece um contexto histórico para a teoria das cordas como um meio necessário de integrar o probabilístico mundo dos modelos padrões da física de partículas e a física newtoniana determinista do mundo microscópico. Greene discute o problema essencial enfrentado pela física moderna: a unificação da teoria da relatividade geral de Albert Einstein e a mecânica quântica. Greene sugere que a teoria das cordas é a solução para essas duas explicações conflitantes. Greene frequentemente usa analogia e experimentos imaginários para tornar as explicações mais claras para leigos. A teoria das cordas tem o potencial de criar a teoria do campo unificado, o santo graal da física moderna.
O Universo Elegante foi adaptado para um programa com duração de 3 horas divididos em três partes para transmissão televisiva como parte da série NOVA da PBS em 2003.